# Compsocerus deceptor
Compsocerus deceptor är en skalbaggsart som beskrevs av Dilma Solange Napp 1976. Compsocerus deceptor ingår i släktet Compsocerus och familjen långhorningar. Inga underarter finns listade i Catalogue of Life.